# Ohrdruf

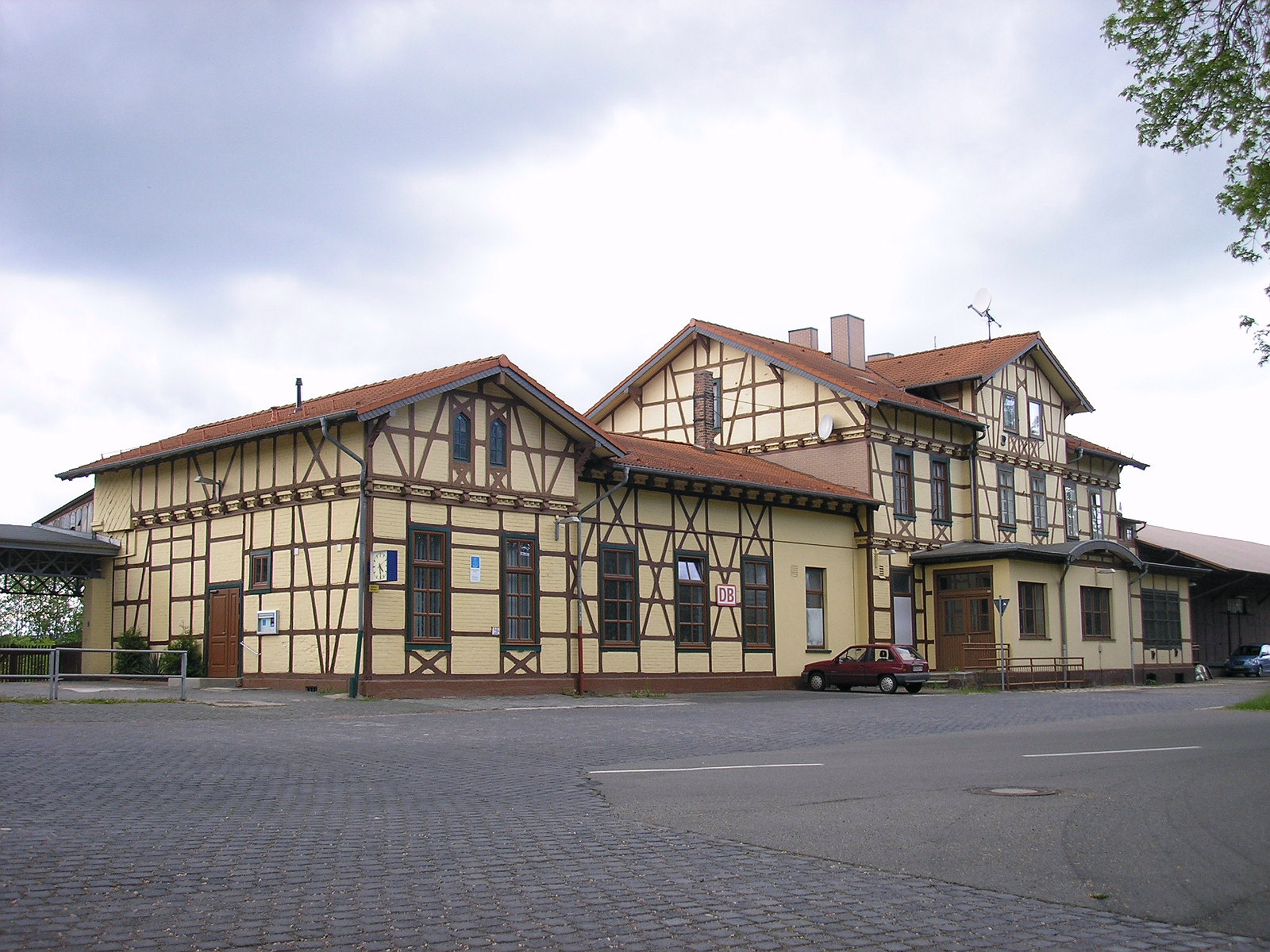
Estación de trenes de Ohrdruf.

Ohrdruf (pronunciación en alemán: /ˈoːɐ̯dʁʊf/ⓘ) es una pequeña ciudad en el estado federal alemán de Turingia. Está a cerca de 30 km del sureste de Erfurt.

## Historia
Ohrdruf fue fundada en 724–726 por San Bonifacio, quien la estableció aquí el primer monasterio de Turingia, dedicado a San Miguel. Fue la primera de varias fundaciones religiosas en la ciudad, la última de las cuales es el monasterio carmelita Karmel St. Elija (1991).
En 1695 el huérfano Johann Sebastian Bach vino a vivir y trabajar aquí en la Michaeliskirche (Iglesia de san Miguel), bajo el cuidado del mayor de sus hermanos Johann Christoph Bach. Vivió en Ohrdruf entre los 10 y 15 años. En los años 1800 la ciudad se convirtió en un centro de fabricación de juguetes.
El Campo de Muerte Ohrdruf -que formaba parte del Campo de concentración de Buchenwald- localizado aquí fue el primer campo de concentración nazi en ser liberado por los Aliados de la Segunda Guerra Mundial, el 4 de abril de 1945. De acuerdo con el libro escrito por el historiador alemán Rainer Karlsch y publicado en 2005, Ohrdruf pudo haber sido una de los sedes donde los nazis probaron su proyecto de energía nuclear, matando en el proceso a varios prisioneros de guerra bajo la supervisión de las SS. Esta investigación, sin embargo, no es unánimemente aceptada.